# Peter-August-Böckstiegel-Gesamtschule
Die Peter-August-Böckstiegel-Gesamtschule ist eine Gesamtschule als Ganztagsschule und „Schule des gemeinsamen Lernens“ mit über 1400 Schülern und 141 Lehrkräften. Namensgeber der Schule ist Peter August Böckstiegel.

## Standorte
Die Peter-August-Böckstiegel-Gesamtschule wird an zwei Standorten betrieben. In der Osningstraße 14 in Borgholzhausen und in der Weststraße 12 in Werther (Westf.). Der Standort in Borgholzhausen ist 3-zügig in der Sekundarstufe I und 4-zügig in der Sekundarstufe II. Der Standort in Werther Westf. ist 4-zügig in der Sekundarstufe I.
Der Standort Borgholzhausen beherbergt seit 1998 eine öffentlich zugängliche Bibliothek. Die Bibliothek befindet sich in der Trägerschaft der Ev.-Luth. Kirchengemeinde Borgholzhausen.

## Profil
Die Peter-August-Böckstiegel-Gesamtschule bietet die Fremdsprachen  Englisch, Französisch, Latein und Spanisch an. Die Gesamtschule ist eine Ganztagsschule. Daher haben die  Schüler montags, mittwochs und donnerstags auch am Nachmittag Unterricht. An allen Unterrichtstagen besteht die Möglichkeit, in der Mensa ein Mittagessen einzunehmen. Der Unterricht findet im 60-Minuten-Rhythmus statt. Das Abitur wird nach neun Schuljahren (G9) angeboten. Die Schule hat Auszeichnungen als Schule ohne Rassismus – Schule mit Courage und „Berufswahlfreundliche Schule“ erhalten. Die Schwerpunkte der Schule liegen auf Kunst und Musik. Zusätzlich werden viele Fördermaßnahmen und Freizeitaktivitäten angeboten.

## Schulpartnerschaften
Es gibt eine Schulpartnerschaft mit der Frederiksberg Skole in Sorø (Dänemark) und eine weitere Schulpartnerschaft mit der Gituru Secondary School in Kenia.